# Pétrel de Sainte-Hélène
Pseudobulweria rupinarum
Espèce
Synonymes
- Pterodroma rupinarum Olson 1975
(protonyme)

Statut de conservation UICN

 EX  : Éteint
Le Pétrel de Sainte-Hélène (Pseudobulweria rupinarum) est une espèce éteinte d'oiseaux (des pétrels) de la famille des Procellariidae.

## Répartition
Cette espèce était endémique de l'île de Sainte-Hélène.